# Arquivo de Estado de Trento

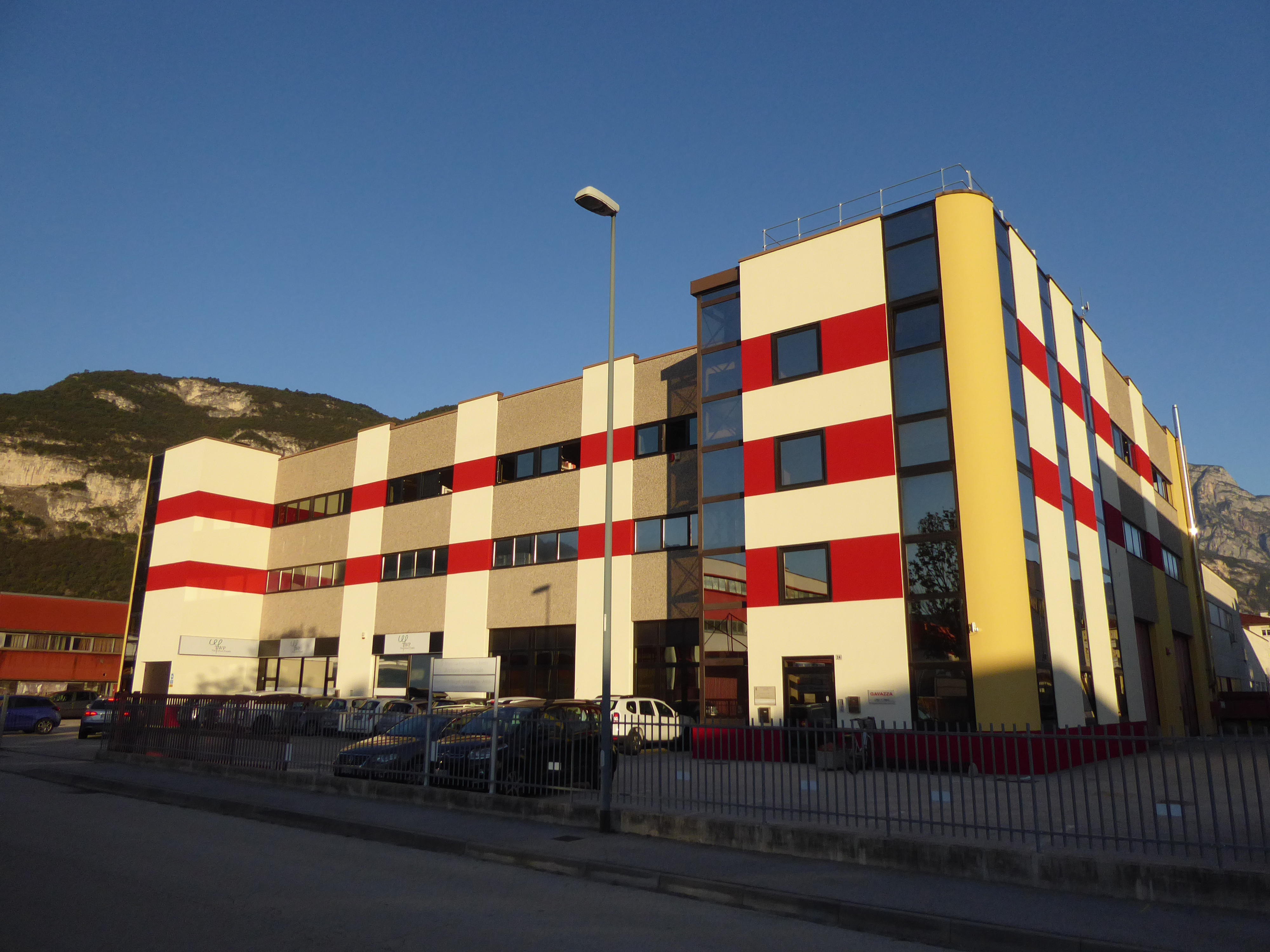
O Arquivo de Estado de Trento

O Arquivo de Estado de Trento é uma instituição arquivística italiana localizada na cidade de Trento, um órgão do Ministério da Cultura e vinculado diretamente à Direção Geral de Arquivos. Preserva documentação histórica manuscrita e impressa produzida principalmente por órgãos de Estado no âmbito do Trentino. Com documentação que remonta ao ano 1027, seu vasto acervo é de grande riqueza e uma fonte fundamental para o conhecimento da história da Província Autônoma de Trento, subsidiando, desde sua fundação, uma grande quantidade de estudos e publicações.

## História
A história do Arquivo do Estado de Trento começa com o fim da Primeira Guerra Mundial e a anexação das províncias de Trento e Bolzano à Itália, até então governadas pela Áustria, quando autoridades e funcionários trentinos organizaram um plano de levantamento dos arquivos regionais públicos e privados e identificação das perdas provocadas pela guerra. Um dos resultados dos relatórios foi a constatação de que uma importante documentação havia sido subtraída do Trentino e levada para a Áustria, Alemanha e Hungria ainda no século XIX por oficiais do Império Austríaco, especialmente aquela referente aos antigos Principados Episcopais de Trento e Bressanone. Foi então criada uma comissão para repatriação do material relativo ao Trentino, liderada por Francesco Salata e Giovan Battista Rossano, com a participação de oficiais austríacos, em janeiro de 1919 o Arquivo já estava idealizado, e em 26 de maio foi assinado um acordo bilateral reconhecendo o direito da Itália ao seu patrimônio alienado e autorizando a repatriação.

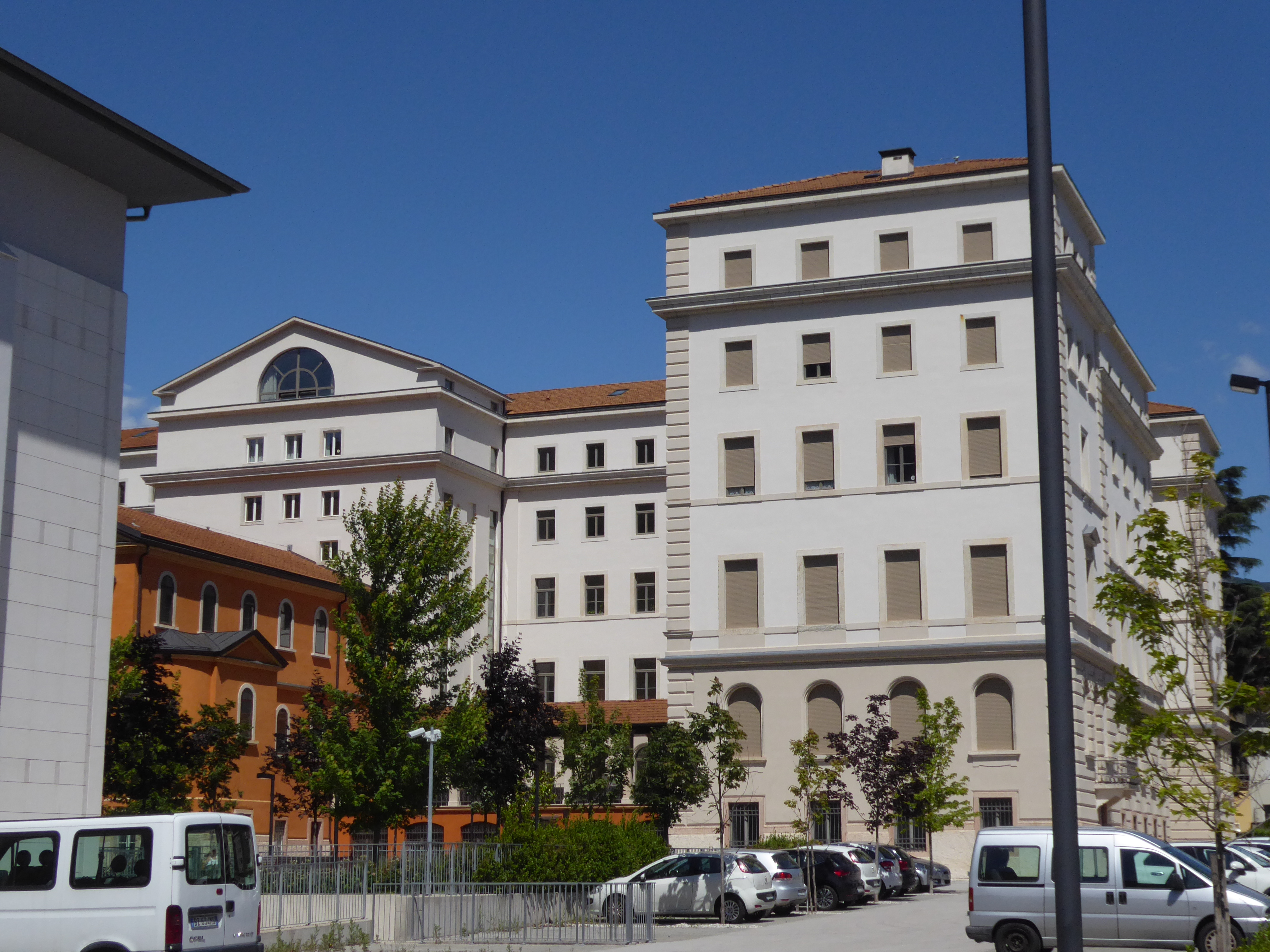
O Seminário de Trento, primeira sede do Arquivo de Estado

Uma grande quantidade de documentação trentina se perdeu no século XIX depois da secularização e partilha do Principado de Trento, o que já havia sido detectado em 1814, mais tarde muitos manuscritos acabaram em coleções privadas, e nem todo o material previsto no acordo de 1919 foi efetivamente devolvido, especialmente aquele que havia sido remetido para Munique, mas um volumoso conjunto de documentos foi levado para depósito provisório no Castelo do Buonconsiglio em Trento, sendo pouco depois transferido para o prédio onde antes funcionara o Seminário Episcopal. A inauguração do Arquivo ocorreu em 30 de março de 1920, contando com uma seção em Bolzano, que mais tarde daria origem ao Arquivo de Estado de Bolzano. Seu primeiro diretor foi Fulvio Mascelli, assessorado por Giovanni Ciccolini e Mario Bori, que encontraram o material recebido em extrema desordem e em mau estado de conservação. Outros materiais foram recuperados até 1923. A fundação oficial do Arquivo, contudo, só ocorreu com o Real Decreto nº 1630 de 13 de agosto de 1926.
Depois de passado o entusiasmo inicial, a instituição teve que enfrentar uma realidade difícil, contando com pessoal escasso e sofrendo as consequências de uma falta de diretrizes sólidas, com frequentes mudanças na direção e no corpo funcional. Suas atividades se limitaram, assim, à simples administração institucional, ao atendimento a alguns pesquisadores, e a desajeitadas tentativas de organização, geralmente confiadas a pessoal subalterno e sem preparo. Em 1939 o diretor Carmelo Trasselli se queixou dizendo que "o pessoal é absolutamente insuficiente tanto em número quanto em preparo", acrescentando que já haviam sido cometidos muitos erros de catalogação, e que devido a esse contexto o Arquivo era praticamente inútil, pois o acesso aos documentos era quase impossível.
Quando Antonino Lombardo assumiu a direção em 1942 a instituição estava em um estado caótico. Ele declarou que quase todo o segundo pavimento e várias salas do terceiro mal pareciam um arquivo, sendo mais um depósito de material sujo, com muita coisa espalhada pelo chão ou amontoada em pilhas que chegavam até o teto, mas procurou dar alguma ordem e providenciou a criação de um Guia Topográfico para orientar os trabalhos. Os problemas aumentaram com a Segunda Guerra Mundial, que obrigou à evacuação da sede e depósito do acervo no porão do Castelo do Buonconsiglio, na Villa Salvadori em Gabbiolo di Povo e nas igrejas paroquiais de Albiano e Baselga di Piné. Após a guerra a sede danificada em bombardeios foi restaurada, e o acervo voltou à sua casa.
Em 1951 foi publicado o primeiro inventário da seção do Principado Episcopal de Trento, graças à atividade do diretor Leopoldo Sandri, e sob a direção de Albino Cassetti, que entrou em 1952, o trabalho científico e de organização ganhou novo impulso. Em 1961 foi publicado o Guia Histórico-Arquivístico do Trentino, uma obra notável pelo seu amplo escopo, sendo um levantamento do material arquivístico depositado em arquivos comunais, paroquiais, notariais, judiciais, civis e entidades privadas. A Cassetti também se deve a criação da Superintendência Arquivística do Trentino-Alto Adige em 1963, atendendo a determinações da Lei dos Arquivos Nacionais. Na década de 1980 o prédio do Seminário teve de ser devolvido à Prefeitura de Trento, e o Arquivo foi instalado em uma sede especialmente construída para ele na rua Maestri del Lavoro, nº 4.
Ao longo dos anos foi incorporado muito material novo, mas em 1998 uma pequena parte do acervo foi entregue ao Arquivo Histórico Provincial, seguindo-se ao processo de autonomização administrativa da Província e redefinição de atribuições. A Província, de fato, tentou trazer para si a tutela uma parte substancial do acervo, mas foi impedida pelo Ministério da Cultura. Segundo Carmine Venezia, "assim coexistem as duas realidades arquivísticas, entre colaborações e fricções, num contexto local orgulhoso da sua autonomia: a organização de Estado, ciumenta guardiã das memórias mais antigas, mas aflita pela escassez crônica de pessoal, a provincial dotada de numerosos profissionais qualificados, mas detentora de uma menor quantidade de documentação arquivística, e em geral mais recente. O usuário trentino é assim fragmentado entre os dois institutos, privilegiando o estatal para os escritos mais preciosos, mas recorrendo ao provincial para qualquer pesquisa posterior".
A transferência do material de Trento para a Áustria no século XIX e depois de volta para Trento havia desorganizado e misturado os fundos. As deficiências de pessoal bem preparado nunca foram completamente sanadas, e até o início do século XXI grande parte do acervo ainda não havia sido reordenada, ou estava mal catalogada ou era inacessível, limitando consideravelmente sua utilidade para os historiadores. Nas décadas recentes, e com maior ênfase depois de 2018, iniciou um trabalho de reorganização, recatalogação e inventariamento completo dos fundos segundo princípios atualizados, de digitalização do acervo e de criação de sistemas de consulta eletrônica para o público. O Arquivo mantém parcerias científicas com diversas instituições públicas e privadas e um programa de publicações.

## Acervo

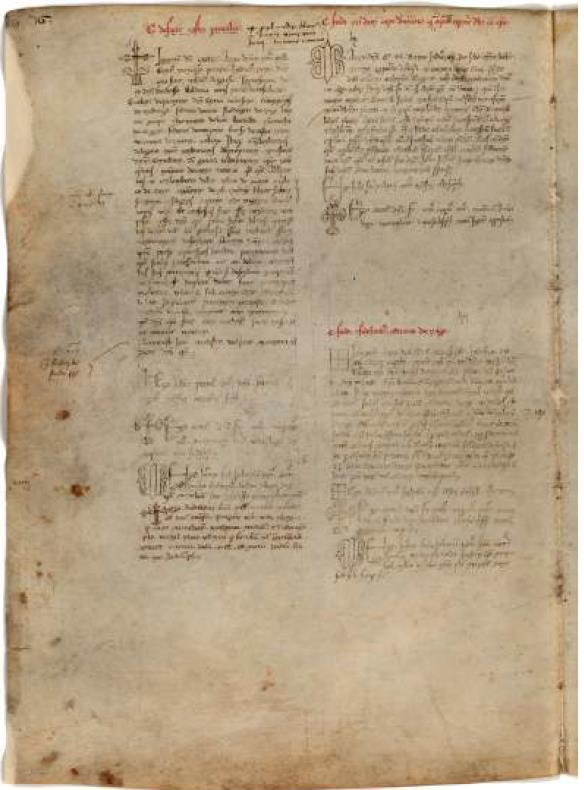
Um fólio do Codex Vangianus

A coleção do Arquivo é de importância central para o conhecimento da história da Província e a preservação da sua memória. Segundo Salvatore Ortolani, "no Arquivo guardam-se valiosíssimas memórias do passado, entre as quais se destaca uma relíquia inestimável, bem conhecida no mundo dos estudiosos, o Codex Vangianus, ou Liber Sancti Vigilii, composto por Federico Vanga em 1215, que constitui uma das mais importantes fontes para a história do Principado Episcopal. Nas longas filas de estantes que se sucedem nos depósitos, conserva-se um imponente conjunto de escritos que documentam a atividade política e administrativa do Principado Episcopal e a vida econômica e social do Trentino ao longo dos séculos. [...] Uma rápida síntese é naturalmente incapaz de oferecer uma visão completa da vastidão e do interesse do material conservado no Arquivo de Estado, material que sem dúvida constitui a principal fonte para a história do Trentino". O documento mais antigo é de 31 de maio de 1027, um ato do imperador Conrado II confirmando a autoridade temporal dos bispos sobre o condado de Trento, com todas as prerrogativas de que gozavam os duques, marqueses e condes, que é considerado o documento que formalizou a fundação do Principado, com o estatuto de feudo imperial. Desde a criação do Arquivo seu acervo tem sido fonte para numerosas pesquisas e publicações.
O núcleo principal é constituído pela documentação relativa ao governo temporal do Principado Episcopal de Trento (o material referente ao governo espiritual é depositado no Arquivo Diocesano), que data de 1027 até a secularização do Principado no início do século XIX, em particular as seções Latina e Miscelânea, contendo pareceres, atos, protocolos e decretos do Conselho Áulico, da Chancelaria e da Secretaria Episcopal, reunidos no fundo dos Libri copiali; atos e decretos do Império, atos e decretos do Capítulo da Catedral, investiduras e sentenças feudais, códices, correspondência, arquivo judicial e carcerário, patentes de nobreza, cartas de privilégios para comunas, guildas e irmandades, registros, habilitações e nomeações profissionais, e outros. Esta documentação de caráter legal é a base de todas as reconstruções historiográficas sobre o Trentino até o fim do século XV, devido à total ausência de crônicas e outras fontes narrativas. Outro grupo importante é o referente aos entes administrativos, fiscais e judiciais austríacos, que cobre mais de um século, incluindo material do Conselho Áulico da Áustria, dos gabinetes e capitanias distritais, o arquivo notarial, atos do Reino da Itália napoleônico, atos de fronteira relativos a regramentos e disputas territoriais com países vizinhos, e outros.
Outros fundos valiosos contêm documentos manuscritos e impressos variados, como Bíblias, antifonais, graduais, missais, lecionários, tratados litúrgicos, patrísticos, escolásticos, hagiográficos, filosóficos, jurídicos e científicos, atos notariais, arquivos privados de famílias nobres, mapas e outros. Também são dignos de nota os arquivos de entidades privadas e públicas e órgãos de governo pós-1919, como a Câmara de Comércio, Indústria e Agricultura de Trento, o Comissariado de Segurança Pública de Rovereto, a Comissão Heráldica Trentina, a Direção Geral de Segurança Pública de Trento, a Guarda das Finanças da Quarta Legião de Trento, a Intendência de Finanças de Trento, os Pretórios de Ala, Riva del Garda e Rovereto, a Provedoria de Obras Públicas das Províncias de Trento e Bolzano, a Contabilidade Territorial do Estado de Trento, a Prefeitura da Província de Trento, o Juízo de Conciliação de Trento, o Ofício Métrico Provincial e os cartórios de registro civil de várias cidades.